# 땡크 굿니스 유어 히어!
땡크 굿니스 유어 히어!(Thank Goodness You're Here!)는 콜 슈퍼(Coal Supper)가 개발하고 패닉이 배급한 어드벤처 비디오 게임이다. 플레이어는 북잉글랜드의 기이한 마을 주민들을 위해 이상한 일을 수행하는 행상의 역할을 맡는다. 이 게임은 macOS, 닌텐도 스위치, 플레이스테이션 4, 플레이스테이션 5 및 마이크로소프트 윈도우에서 이용할 수 있다. 2024년 8월 1일에 출시되었다. 비평가들로부터 긍정적인 평가를 받았으며, 초현실 유머에 대한 칭찬이 있었다.

## 줄거리
이름 없는 아주 작은 대머리 세일즈맨인 플레이어 캐릭터는 고용주에 의해 가상의 북잉글랜드 마을 반스워스로 시장과의 만남을 위해 파견된다. 시장의 접수원은 시장이 회의 중이며 몇 시간 동안 나오지 않을 것이라고 설명하고, 그래서 세일즈맨은 시간을 보내기 위해 마을을 탐험하며 괴짜 주민들의 문제를 해결한다. 예를 들어, 한 남자가 하수구 격자에 팔이 끼인 것을 돕거나 햄 정육점에서 파이 가게로 고기를 배달하는 일 등이다. 이야기가 진행될수록 주민들의 기행은 점차 더 기이하고 통제 불능이 된다. 게임 마지막에 세일즈맨은 주민들의 도움 요청에 압도되어 시장 사무실로 돌아오지만, 시장 역시 자신에게 심부름을 부탁하고 싶어 한다는 것을 알게 된다.
또 다른 방법으로는, 플레이어가 접수 구역에서 전체 시간 동안 기다릴 수 있다. 15분간 기다리면 시장이 일찍 업무를 마치고 세일즈맨을 만나게 해주고, 그에게 심부름을 부탁한다.

## 개발 및 출시
땡크 굿니스 유어 히어!는 2인조 요크셔 기반 인디 스튜디오인 Coal Supper가 개발했다. 게임의 가상 배경인 반스워스는 개발자들의 고향인 반즐리를 느슨하게 기반으로 했다. 이 듀오는 이전에 무료 초현실 어드벤처 게임인 The Good Time Garden을 자체 출판했다. 이 게임은 유니티 게임 엔진으로 제작되었다. 이 게임은 포틀랜드 (오리건주)에 본사를 둔 소프트웨어 및 비디오 게임 배급사인 패닉에서 배급했으며, 이전 프로젝트로는 파이어워치(2016)와 Untitled Goose Game(2019)이 있다. 8월 1일은 요크셔 데이와 일치하도록 출시일로 선택되었다. 땡크 굿니스 유어 히어!는 런던 게임 페스티벌과 트라이베카 영화제의 2024년 공식 선정작이었다.

## 평가
땡크 굿니스 유어 히어!는 리뷰 애그리게이터인 메타크리틱에 따르면 윈도우 버전은 "전반적인 호평"을, 스위치 및 플레이스테이션 5 버전은 "대체로 호의적인" 평가를 받았다.
유로게이머와 게임스팟은 게임의 초현실 유머를 칭찬했다.

### 수상 및 후보
이 게임은 제21회 영국 아카데미 게임 시상식에서 9개 부문에 롱리스트되었다.
| 연도 | 시상식                           | 부문                                   | 결과   | Ref.          |
| ---- | -------------------------------- | -------------------------------------- | ------ | ------------- |
| 2024 | 골든 조이스틱 어워즈             | 최우수 인디 게임                       | 후보   | [ 19 ] [ 20 ] |
| 2024 | 골든 조이스틱 어워즈             | 최우수 조연 (맷 베리)                  | 후보   | [ 19 ] [ 20 ] |
| 2025 | 뉴욕 게임 어워즈                 | 최우수 인디 게임 오프브로드웨이 어워드 | 후보   | [ 21 ] [ 22 ] |
| 2025 | 제28회 D.I.C.E. 어워드           | 게임 디렉션 최우수 업적                | 후보   | [ 23 ] [ 24 ] |
| 2025 | 제28회 D.I.C.E. 어워드           | 스토리 최우수 업적                     | 후보   | [ 23 ] [ 24 ] |
| 2025 | 제25회 게임 개발자 선택 어워드   | 혁신상                                 | 장려상 | [ 25 ]        |
| 2025 | 인디펜던트 게임 페스티벌         | 시머스 맥널리 대상                     | 후보   | [ 26 ]        |
| 2025 | 인디펜던트 게임 페스티벌         | 오디오 우수성                          | 후보   | [ 26 ]        |
| 2025 | 인디펜던트 게임 페스티벌         | 내러티브 우수성                        | 장려상 | [ 26 ]        |
| 2025 | 인디펜던트 게임 페스티벌         | 시각 예술 우수성                       | 후보   | [ 26 ]        |
| 2025 | 제21회 영국 아카데미 게임 시상식 | 최우수 게임                            | 후보   | [ 27 ]        |
| 2025 | 제21회 영국 아카데미 게임 시상식 | 애니메이션                             | 후보   | [ 27 ]        |
| 2025 | 제21회 영국 아카데미 게임 시상식 | 영국 게임                              | 수상   | [ 27 ]        |
| 2025 | 제21회 영국 아카데미 게임 시상식 | 데뷔 게임                              | 후보   | [ 27 ]        |
| 2025 | 제21회 영국 아카데미 게임 시상식 | 새로운 지적 재산                       | 후보   | [ 27 ]        |
| 2025 | 제21회 영국 아카데미 게임 시상식 | 조연 (존 블라이스)                     | 후보   | [ 27 ]        |
| 2025 | 제21회 영국 아카데미 게임 시상식 | 조연 (맷 베리)                         | 후보   | [ 27 ]        |